# Ducati Darmah
La Darmah è un modello di motocicletta prodotto dalla casa bolognese Ducati dal 1977 al 1982.

## Contesto
La moto nacque per rispondere all'insuccesso commerciale della 860 GT del 1974, erede della 750 GT del 1971, disegnata da Giorgetto Giugiaro e che non riscosse il successo sperato a causa della sua estetica squadrata e di problemi di affidabilità.
Per disegnare la nuova gran turismo della Casa di Borgo Panigale si chiamò Leopoldo Tartarini, ex pilota Ducati e patron della Italjet, che realizzò una moto dallo stile più gradevole e sportiveggiante della 860 GT, ispirandosi ad un'altra Ducati da lui disegnata, la Sport Desmo 350/500. Il nuovo modello fu presentato nel dicembre 1976 al Motor Show di Bologna, e la produzione iniziò l'anno successivo.
Rispetto alla 860 GT la moto si differenziava, oltre che per l'estetica, anche per l'utilizzo di strumentazione e comandi elettrici di costruzione giapponese, per l'utilizzo (per la prima volta su una moto stradale) di cerchi in lega di magnesio. Altre novità riguardano il telaio, ribassato e allargato rispetto alla 860, e la meccanica, con l'utilizzo della termica della 900 SS a distribuzione desmodromica, con però condotti di aspirazione di minor diametro.
Nel 1978 la Ducati realizzò una versione più sportiva della Darmah, la SSD (Super Sport Desmo), prodotta sino al 1981 e che si differenzia dalla versione normale (siglata SD) per avere un cupolino, semimanubri regolabili, pedane arretrate e la possibilità di montare carburatori da 40 mm.
Nel 1979 fu presentata la seconda serie della Darmah SD, caratterizzata dalla sella più imbottita, dal codone ridisegnato e dalle grafiche, rimasta in produzione fino al 1982.
La Darmah non ebbe grande successo, in quanto ritenuta una moto di "compromesso" tra una sportiva e una granturismo: era infatti poco potente e veloce e troppo lunga e pesante, oltreché afflitta da alcuni problemi di affidabilità. Furono costruite 5.592 Darmah SD (3.301 della prima serie e 2.091 della seconda) e 1.440 Darmah SSD.